# Wenedia
Wenedia (Wenecja) – wieś założona w 1604 roku, położona w dolinie Wisły przy drodze z Chełmna przez Łunawy do Grudziądza. W końcu XIX wieku w miejscowości było 17 domów zamieszkałych przez 72 mieszkańców. Od XIX wieku Wenedia wchodzi w skład Nowejwsi Chełmińskiej.
W latach 1939 - 1942 dotychczasową nazwą wsi było Venedia, lecz po przeprowadzonej zamianie nazw miejscowości w Okręgu Rzeszy Gdańsk-Prusy Zachodnie, w latach 1942 - 1945 nazywała się Vendig. 